# 項奎
项奎（1623年—1702年），字天武、又字子聚，号东井、又号墙东子、墙东居士、水墨处士，秀水（今浙江嘉兴）人，明末清初画家。